# Wensleydale (fromage)
Le wensleydale est un fromage produit dans la ville de Hawes dans le Wensleydale, une vallée du Yorkshire du Nord d'Angleterre. Il en existe de deux sortes : 
- le wensleydale blanc est habituellement formé dans un disque plat et a une saveur de miel.
- le wensleydale bleu  est un fromage à pâte persillée et est produit dans de grands fûts.

## Saveurs et textures
Le wensleydale a une texture souple, friable. Sa saveur suggère le miel sauvage avec une légère acidité.

## Histoire
Le wensleydale a été pour la première fois fabriqué par les moines cisterciens. Ils construisirent un monastère à Fors, mais quelques années après les moines se déplacèrent à Ripon dans le Wensleydale inférieur. Ils emportèrent avec eux une recette pour faire du fromage à partir de lait de brebis. Vers 1300, le lait de vache a commencé à être utilisé au lieu de celui de brebis, et le caractère du fromage a commencé à changer. À cette époque-là, le wensleydale était presque toujours bleu. De nos jours, le wensleydale bleu est rarement vu. Quand le monastère a été dissous vers 1540, les fermiers locaux continuèrent la fabrication du fromage jusqu'à la Seconde Guerre mondiale. Même après la fin du rationnement en 1954, la production de fromage n'est pas revenue aux niveaux d'avant-guerre.

## Wallace et Gromit
Dans les années 1990, les ventes étaient tombées tellement bas que la production a failli cesser. Heureusement, le film grand public mettant en scène Wallace et Gromit, dans Rasé de près, montre Wallace déclarant que le wensleydale est son fromage préféré, ce qui relance les ventes. En version française, le wensleydale est remplacé par le cheddar.